# Liste der Monuments historiques in Deuxville
Die Liste der Monuments historiques in Deuxville führt die Monuments historiques in der französischen Gemeinde Deuxville auf.

## Liste der Objekte
| Bezeichnung                      | Beschreibung                                                                     | Standort                      | Kennzeichnung | Schutzstatus | Datum | Bild |
| -------------------------------- | -------------------------------------------------------------------------------- | ----------------------------- | ------------- | ------------ | ----- | ---- |
| Pietà                            | Stein, farbig gefasst und vergoldet, vor 1564                                    | in der Kirche St-Epvre (Lage) | PM54000184    | Classé       | 1983  |      |
| Reliquienbüste des heiligen Aper | Holz, farbig gefasst und vergoldet, 17. Jahrhundert; mit Sockel, 19. Jahrhundert | in der Kirche St-Epvre (Lage) | PM54001499    | Inscrit      | 1996  |      |